# Volume

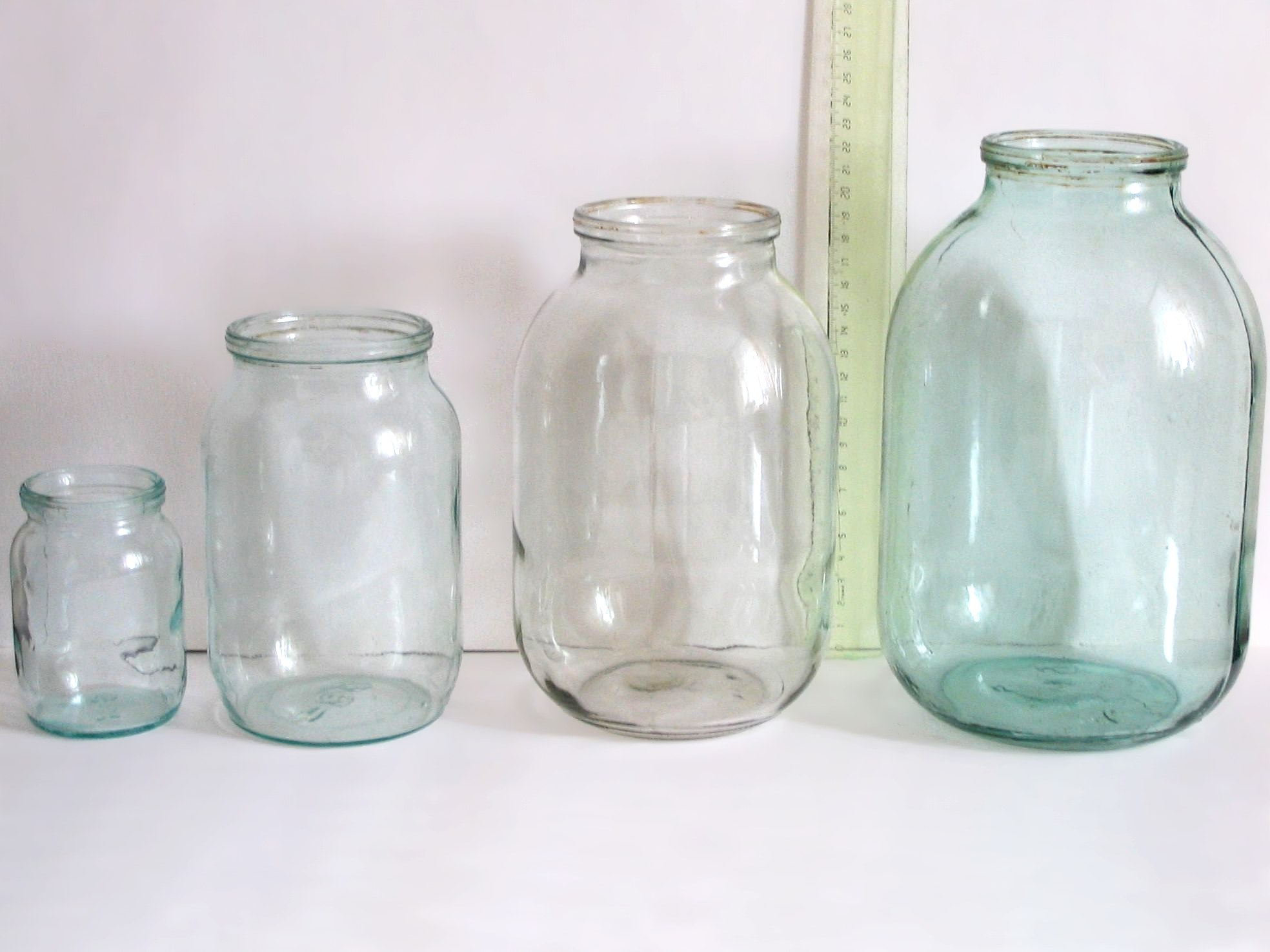
Quattro recipienti di diverso volume. Da sinistra verso destra: 250 mL, 1 L, 2 L, 3 L

Il volume è la misura dello spazio occupato da un corpo. Viene valutato ricorrendo a molte diverse unità di misura. L'unità adottata dal Sistema Internazionale è il metro cubo, simbolo m³.
Il volume di un oggetto solido è un valore numerico utilizzato per descrivere a tre dimensioni quanto spazio occupa il corpo. A oggetti a una dimensione (come una linea) o a due dimensioni (come un quadrato) si assegna per convenzione volume zero in uno spazio tridimensionale.
Matematicamente i volumi sono definiti mediante l'applicazione di calcolo integrale, come se il corpo fosse formato dalla somma di una grandissima quantità di piccoli cubi. La generalizzazione di volume, arbitrariamente esteso a più dimensioni, viene chiamato contenuto.

## Il volume di alcuni solidi
- Volume del cubo:

{\displaystyle l^{3}=l\cdot l\cdot l}

Cubo

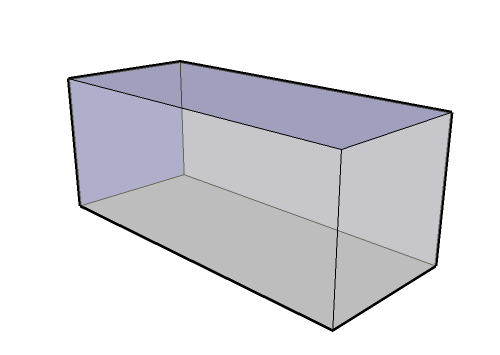
Prisma rettangolare

Cilindro

Sfera

Ellissoide

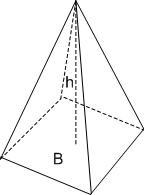
Piramide

Cono

dove l è la lunghezza degli spigoli.
- Prisma rettangolare (o parallelepipedo rettangolo):

{\displaystyle a\cdot b\cdot c}
a è la lunghezza, b la larghezza, c l'altezza.
- Cilindro:

{\displaystyle \pi \cdot r^{2}\cdot h}
r il raggio del cerchio, h la distanza tra le basi.
- Sfera:

{\displaystyle {\frac {4}{3}}\pi \cdot r^{3}}
r il raggio della sfera.
- Ellissoide:

{\displaystyle {\frac {4}{3}}\pi \cdot a\cdot b\cdot c}
a, b, c sono i tre semiassi dell'ellissoide.
- Piramide:

{\displaystyle {\frac {1}{3}}A\cdot h}
A è l'area di base, h l'altezza dalla base all'apice.
- Cono:

{\displaystyle {\frac {1}{3}}\pi \cdot r^{2}\cdot h}
r è il raggio del cerchio alla base, h la distanza dalla base alla punta.
- Qualsiasi prisma avente la sezione d'area costante lungo l'altezza:

{\displaystyle A\cdot h}
A è l'area di base, h l'altezza.
- Qualsiasi figura che richieda calcolo integrale:

{\displaystyle \int A(h)dh}
dove h è una figura con qualsiasi dimensione e A(h) è la sezione d'area perpendicolare a h descritta come una funzione della posizione lungo h; questa va bene per qualsiasi figura (non importa se il prisma è inclinato o la sezione trasversale cambia forma).
- Nel caso di solidi di rotazione si può sfruttare il secondo teorema di Pappo-Guldino, che afferma che il volume di un solido di rotazione {\displaystyle \Omega } ottenuto ruotando di un angolo {\displaystyle \alpha \in [0,2\pi ]} attorno all'asse {\displaystyle z} una figura piana {\displaystyle K} è

{\displaystyle V=\alpha \cdot x\cdot A}
dove {\displaystyle x} è l'ascissa del baricentro della figura piana {\displaystyle K} e {\displaystyle A} è la sua area.

## Misure di volume: SI
L'unità di misura del Sistema Internazionale per il volume è il metro cubo (m³); è tuttavia accettato nell'uso anche il litro, equivalente a un decimetro cubo: per fare un metro cubo sono perciò necessari 1 000 litri.

## Misure di volume: USA
- U.S. oncia liquida, circa 29,6 mL
- U.S. pinta liquida = 16 once liquide, o circa 473 mL
- U.S. pinta secca = 1/64 bushel U.S., o circa 551 mL
- U.S. quarto liquido = 32 once liquide o due pinte U.S., o circa 946 mL
- U.S. quarto secco = 1/32 U.S. bushel, o circa 1,101 L
- U.S. gallone = 128 once liquide o quattro quarti U.S., circa 3,785 L
- U.S. gallone secco = 1/8 U.S. bushel, o circa 4,405 L
- U.S. bushel secco = 2 150,42 pollici cubi, o circa 35,239 L

Il piede acro (simbolo "ac ft" dall'inglese acre-foot) viene usato spesso per misurare il volume di acqua in un serbatoio di un acquedotto. È il volume d'acqua che potrebbe coprire un'area di un acro della profondità di un piede. È equivalente a 43 560 piedi cubi o 1 233,481 837 547 52 m³.
- pollice cubico = 16,387 064 cm³
- piede cubico = 1 728 in³ ≈ 28,317 dm³
- iarda cubica = 27 ft³ ≈ 0,7646 m³
- miglio cubico = 5 451 776 000 yd³ = 3 379 200 piedi-acri ≈ 4,168 km³

## Misure di volume: UK
- UK oncia fluida, circa 28,4 mL (questo valore equivale al volume di un'oncia avoirdupois di acqua sotto certe condizioni)
- UK pinta = 20 once fluide, o circa 568 mL
- UK quarto = 40 once o due pinte, o circa 1,137 L
- UK gallone = 160 once o quattro quarti, o esattamente 4,546 L

## Misure di volume: in cucina (paesi anglosassoni)
- cucchiaino da te = 1/6 once fluide U.S. (circa 4,929 mL)
- cucchiaino da te = 1/6 once imperiali fluide (circa 4,736 mL) (Canada)
- cucchiaino = 5 mL
- cucchiaino da tavola = 1/2 once fluide U.S. o 3 cucchiaini da tè (circa 14,79 mL)
- cucchiaino da tavola = 1/2 once fluide imperiali o 3 cucchiaini da tè (circa 14,21 mL) (Canada)
- cucchiaio da tavola = 15 mL o 3 cucchiaini
- cucchiaio da tavola = 5 dramme fluide (circa 17,76 mL) (inglese)
- tazza = 8 once fluide U.S. o 1/2 pinta liquida U.S. (circa 237 mL)
- tazza = 8 once fluide imperiali o 1/2 pinte fluide (circa 227 mL) (Canada)
- tazza = 250 mL

## Misurazione indiretta

Misurazione del volume di un solido attraverso immersione in un cilindro graduato

Il volume di un solido avente una forma più o meno complessa può essere misurato in maniera indiretta immergendo lentamente il solido in un cilindro graduato contenente acqua o altro liquido e misurando la differenza di volume segnata dal cilindro graduato prima e dopo l'immersione, che è pari appunto al volume del solido, se tale solido non assorbe acqua al suo interno e se non sono rimaste eventualmente intrappolate bolle d'aria durante l'immersione.

## Relazione con densità e massa
Il rapporto tra una massa e il volume da essa occupato è noto come densità (o "densità di massa"). Il termine volume specifico sta a indicare il valore ottenibile dividendo il volume per la massa. Si può definire come il reciproco della densità di massa, espressa secondo il SI in chilogrammi al metro cubo (kg/m³).